# سيج للنشر
سيج للنشر (بالإنجليزية: SAGE Publishing)‏، المعروفة سابقًا باسم منشورات سيج، هي شركة نشر أمريكية مستقلة أسستها في عام 1965 في نيويورك سارة ميلر ماكيون [الإنجليزية] ومقرها الآن في نيوبري بارك، كاليفورنيا [الإنجليزية] .
ينشر أكثر من 1000 مجلة، وأكثر من 800 كتاب سنويًا، إلى جانب الأعمال المرجعية والمنتجات الإلكترونية التي تغطي الأعمال التجارية، والعلوم الإنسانية، والعلوم الاجتماعية، والعلوم، والتكنولوجيا، والطب. ,ويملك نشر سيج أيضًا وينشر تحت علامات تجارية أخرى مطبعة كوروين [الإنجليزية] (منذ 1990) وسي كيو للنشر [الإنجليزية] (منذ 2008) و"مسائل التعلم" (منذ 2011) وآدم ماثيو ديجيتال [الإنجليزية] (منذ 2012).

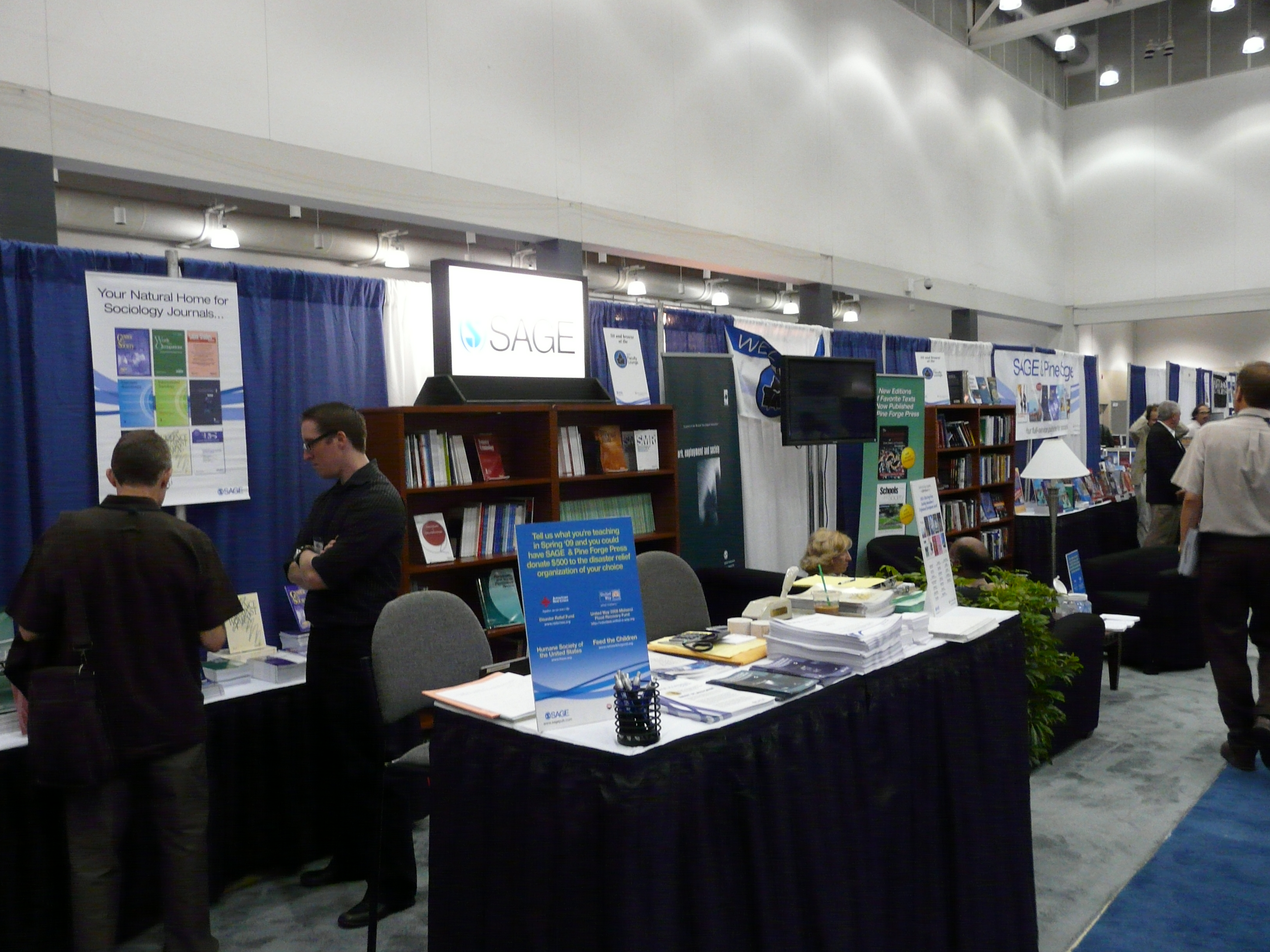
جناح الناشر في مؤتمر الرابطة الأمريكية لعلم الاجتماع، بوسطن، 2008.

## تاريخ الناشر

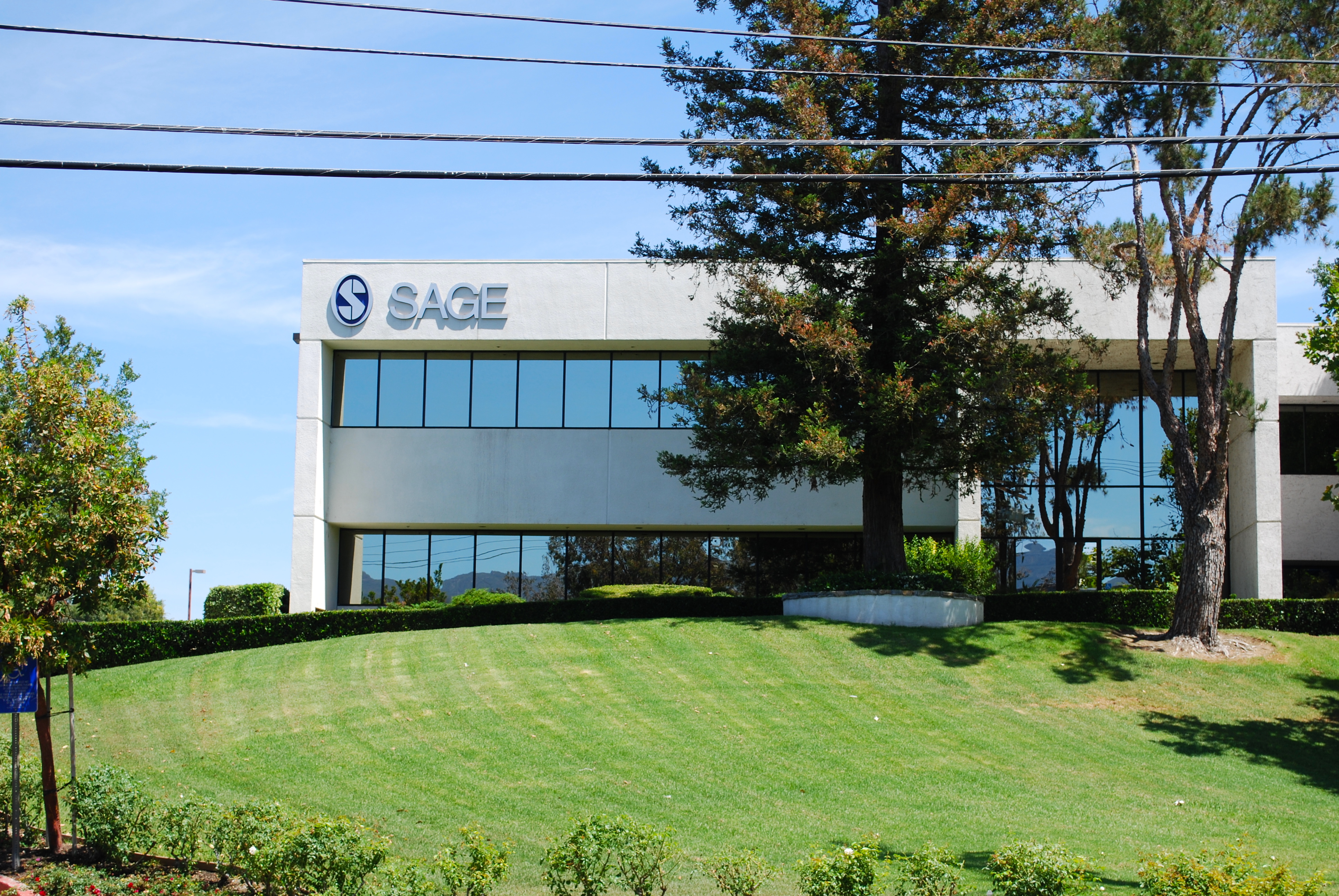
المقر الرئيسي لسيج للنشر، نيوبري بارك، كاليفورنيا.

تأسست سيج للنشر في عام 1965 في مدينة نيويورك على يد سارة ميلر (التي أصبحت فيما بعد سارة ميلر مكيون) وبمرافقة جورج دي. مكيون، الذي كان مسؤولاً تنفيذيًا في ماكميلان للنشر، واسم الشركة هو اختصار شكل من أول حروف أسمائهم الأولى. انتقل سيج للنشر إلى كاليفورنيا الجنوبية في عام 1966، بعد زواج ميلر ومكيون، وانضم مكيون رسميًا إلى الشركة في ذلك الوقت بعد أن ترك ماكميلان. بقيت سارة ميلر مكيون رئيسة للشركة لمدة 18 عامًا، ثم انتقلت إلىمنصب رئيس مجلس الإدارة في عام 1984 (وما زالت تحمل لقب الرئيس التنفيذي الرئيسي). واصل الزوجان تطوير الشركة معًا حتى وفاة جورج مكيون في عام 1990.
في عام 2008، رفعت سيج للنشر مع شركتين أخريين دعوى قضائية ضد جامعة ولاية جورجيا بدعوى انتهاك حقوق الطبع والنشر بسبب قيام هيئة التدريس بتوفير مقتطفات من المواد للطلاب. وانتهت القضية عام 2020 بخسارة شركات النشر.
في عام 2018، أفادت سيج للنشر بوجود فجوة في الأجور بين الجنسين في عام 2017 بلغت 13.1% للقوى العاملة في المملكة المتحدة، بينما كان المتوسط 10.3%.
في عام 2018، استحوذت سيج للنشر على "لين ليباري"، وهي خدمة امتداد للمتصفح والاكتشاف، والتي واجهت بعد ذلك معارضة من جانب المجتمع الأكاديمي لكونها مملوكة من قبل مؤسسة ربحية، على عكس البيانات المفتوحة والمصدر المفتوح والمنتجات غير الهادفة للربح مثل امتداد متصفح "أن بي آبل" الذي يسهل استخدام أعمال الوصول المفتوح.

## عضوية OASPA
كانت شركة سيج للنشر أحد الأعضاء المؤسسين جمعية الناشرين الأكاديميين للوصول المفتوح [الإنجليزية] عندما تأسس في عام 2008. في نوفمبر 2013، راجعت الجمعية عضوية سيج للنشر بعد أن قبلت مجلة البحوث الطبية الدولية ورقة بحثية خاطئة ومعيبة عن قصد أنشئت وقدمت من قبل مراسل لمجلة ساينس كجزء من عملية غربلة [الإنجليزية] لاختبار فعالية عمليات مراجعة الأقران لـ المجلات ذات الوصول المفتوح.

## عمليات الاستحواذ
استحوذت سيج للنشر على عدد من الشركات الأخرى، بما في ذلك:
- تأسست شركة "بوينت لميتد" في عام 1959 على يد آدم جيلبتوش وجون آشبي، وكانت ناشرًا لأربع مجلات في سلسلة البيئة والتخطيط [الإنجليزية]. واستحوذت أيضاً على "بيون" في مايو 2015.[13]
- استحوذت على "غلوبل فيلج للنشر"، التي تطوّر برامج وخدمات للنشر الإلكتروني، في مايو 2018.[14]
- استحوذت على "تاليس"، وهي شركة تكنولوجيا تعليمية طوّرت نظام إدارة التعلم تاليس أسباير، في أغسطس 2018.[15]

## المنشورات
- تحسين المدارس (مجلة)، مجلة أكاديمية تغطي مجالات التعليم.
- مجلة تنمية المجتمعات (مجلة) [الإنجليزية]، مجلة أكاديمية تغطي التنمية.

## مقالات ذات صلة
- المجلات التي ينشرها سيج للنشر